# Грб Лењинградске области
Грб Лењинградске области је званични симбол једног од субјеката Руске федерације са статусом области — Лењинградске области. Грб је званично усвојен 9. децембра 1997. године.

## Опис грба
Грб Лењинградске области је слика на хералдички француском штиту са односом ширине и висине од 8:9. У централном дијелу штита је укрштено сребрно сидро са златним кључем на азурно плавим пољем.
Горњи дио штита је у црвеној боји, који је од плавог поља одвојен сребрним каменим зидом са шест грудобрана у сребрној боји.